# Hauptwil-Gottshaus
Hauptwil-Gottshaus är en kommun i distriktet Weinfelden i kantonen Thurgau, Schweiz. Kommunen har 2 084 invånare (2023).
Kommunens huvudort är Hauptwil. De största byarna därutöver är Wilen och St. Pelagiberg, bägge i den tidigare kommunen Gottshaus.